# Saison 2025 des Dragons catalans
La saison 2025 des Dragons catalans, franchise française de rugby à XIII en Super League, constitue leur vingtième participation à cette ligue. L'entraîneur anglais Steve McNamara, arrivé le 10 juin 2017, effectue sa neuvième saison au club. Benjamin Garcia conserve son rôle de capitaine des Dragons obtenu en 2021.

## Déroulement de la saison

### Pré-saison
Le club catalan effectue un match amical contre le Toulouse Olympique XIII au Stade Gilbert-Brutus. Les catalans s'impose 42 à 10, victoire considérée comme convaincante et encourageante pour la suite de la saison. Ce match est l’occasion pour certaines nouvelles recrues d’intégrer l’équipe catalane comme Nick Cotric, Luke Keary, Tevita Pangai Junior et Oliver Partington. Ce match voit aussi les débuts de joueurs de la réserve comme Léo Darrélatour et Timéo Portier.

## Effectif de la saison 2025
| Joueurs | Joueurs | Joueurs | Joueurs                  | Joueurs             | Joueurs    | Joueurs        | Joueurs                   |  | Encadrement technique |
| No      | P.      | Nat.    | Nom                      | Date de naissance   | Sélection  | Au club depuis | Club précédent            |  | |
| 1       | AR      |         | Sam Tomkins              | 23/03/1989 (35 ans) | Angleterre | 2019           | Wigan Warriors            |  | Entraîneur : · Steve McNamara · Joel Tomkins · Assistants : · Joel Tomkins · Ryan Sheridan · Légende · P. : Poste · Nat. : Nationalité · : Capitaine · AR : Arrière · AI : Ailier · CE : Centre · DO : Demi d'ouverture · DM : Demi de mêlée · PI : Pilier · TA : Talonneur · DL : Deuxième ligne · TL : Troisième ligne |
| 1       | AR      |         | Arthur Mourgue           | 02/05/1999 (25 ans) | France     | 2018           | Saint-Estève XIII catalan |  | Entraîneur : · Steve McNamara · Joel Tomkins · Assistants : · Joel Tomkins · Ryan Sheridan · Légende · P. : Poste · Nat. : Nationalité · : Capitaine · AR : Arrière · AI : Ailier · CE : Centre · DO : Demi d'ouverture · DM : Demi de mêlée · PI : Pilier · TA : Talonneur · DL : Deuxième ligne · TL : Troisième ligne |
| 2       | AI      |         | Thomas Makinson          | 10/10/1991 (33 ans) | Angleterre | 2025           | St Helens RLFC            |  | Entraîneur : · Steve McNamara · Joel Tomkins · Assistants : · Joel Tomkins · Ryan Sheridan · Légende · P. : Poste · Nat. : Nationalité · : Capitaine · AR : Arrière · AI : Ailier · CE : Centre · DO : Demi d'ouverture · DM : Demi de mêlée · PI : Pilier · TA : Talonneur · DL : Deuxième ligne · TL : Troisième ligne |
| 3       | CE      |         | Arthur Romano            | 17/08/1997 (27 ans) | France     | 2017           | Saint-Estève XIII catalan |  | Entraîneur : · Steve McNamara · Joel Tomkins · Assistants : · Joel Tomkins · Ryan Sheridan · Légende · P. : Poste · Nat. : Nationalité · : Capitaine · AR : Arrière · AI : Ailier · CE : Centre · DO : Demi d'ouverture · DM : Demi de mêlée · PI : Pilier · TA : Talonneur · DL : Deuxième ligne · TL : Troisième ligne |
| 4       | CE      |         | Reimis Smith             | 13/05/1997 (27 ans) |            | 2024           | Melbourne Storm           |  | Entraîneur : · Steve McNamara · Joel Tomkins · Assistants : · Joel Tomkins · Ryan Sheridan · Légende · P. : Poste · Nat. : Nationalité · : Capitaine · AR : Arrière · AI : Ailier · CE : Centre · DO : Demi d'ouverture · DM : Demi de mêlée · PI : Pilier · TA : Talonneur · DL : Deuxième ligne · TL : Troisième ligne |
| 5       | AI      |         | Nick Cotric              | 18/11/1998 (26 ans) | Australie  | 2025           | Canberra Raiders          |  | Entraîneur : · Steve McNamara · Joel Tomkins · Assistants : · Joel Tomkins · Ryan Sheridan · Légende · P. : Poste · Nat. : Nationalité · : Capitaine · AR : Arrière · AI : Ailier · CE : Centre · DO : Demi d'ouverture · DM : Demi de mêlée · PI : Pilier · TA : Talonneur · DL : Deuxième ligne · TL : Troisième ligne |
| 6       | DO      |         | Luke Keary               | 03/02/1992 (33 ans) | Australie  | 2025           | Sydney Roosters           |  | Entraîneur : · Steve McNamara · Joel Tomkins · Assistants : · Joel Tomkins · Ryan Sheridan · Légende · P. : Poste · Nat. : Nationalité · : Capitaine · AR : Arrière · AI : Ailier · CE : Centre · DO : Demi d'ouverture · DM : Demi de mêlée · PI : Pilier · TA : Talonneur · DL : Deuxième ligne · TL : Troisième ligne |
| 8       | PI      |         | Tevita Pangai Junior     | 04/02/1996 (29 ans) | Tonga      | 2025           | Dolphins                  |  | Entraîneur : · Steve McNamara · Joel Tomkins · Assistants : · Joel Tomkins · Ryan Sheridan · Légende · P. : Poste · Nat. : Nationalité · : Capitaine · AR : Arrière · AI : Ailier · CE : Centre · DO : Demi d'ouverture · DM : Demi de mêlée · PI : Pilier · TA : Talonneur · DL : Deuxième ligne · TL : Troisième ligne |
| 9       | TA      |         | Benjamin Garcia          | 05/04/1993 (31 ans) | France     | 2016           | Penrith Panthers          |  | Entraîneur : · Steve McNamara · Joel Tomkins · Assistants : · Joel Tomkins · Ryan Sheridan · Légende · P. : Poste · Nat. : Nationalité · : Capitaine · AR : Arrière · AI : Ailier · CE : Centre · DO : Demi d'ouverture · DM : Demi de mêlée · PI : Pilier · TA : Talonneur · DL : Deuxième ligne · TL : Troisième ligne |
| 10      | PI      |         | Julian Bousquet          | 18/07/1991 (33 ans) | France     | 2012           | Saint-Estève XIII catalan |  | Entraîneur : · Steve McNamara · Joel Tomkins · Assistants : · Joel Tomkins · Ryan Sheridan · Légende · P. : Poste · Nat. : Nationalité · : Capitaine · AR : Arrière · AI : Ailier · CE : Centre · DO : Demi d'ouverture · DM : Demi de mêlée · PI : Pilier · TA : Talonneur · DL : Deuxième ligne · TL : Troisième ligne |
| 11      | DL      |         | Tariq Sims               | 09/02/1990 (35 ans) | Fidji      | 2024           | Melbourne Storm           |  | Entraîneur : · Steve McNamara · Joel Tomkins · Assistants : · Joel Tomkins · Ryan Sheridan · Légende · P. : Poste · Nat. : Nationalité · : Capitaine · AR : Arrière · AI : Ailier · CE : Centre · DO : Demi d'ouverture · DM : Demi de mêlée · PI : Pilier · TA : Talonneur · DL : Deuxième ligne · TL : Troisième ligne |
| 12      | DL      |         | Elliott Whitehead        | 04/09/1989 (35 ans) | Angleterre | 2025           | Canberra Raiders          |  | Entraîneur : · Steve McNamara · Joel Tomkins · Assistants : · Joel Tomkins · Ryan Sheridan · Légende · P. : Poste · Nat. : Nationalité · : Capitaine · AR : Arrière · AI : Ailier · CE : Centre · DO : Demi d'ouverture · DM : Demi de mêlée · PI : Pilier · TA : Talonneur · DL : Deuxième ligne · TL : Troisième ligne |
| 13      | TL      |         | Oliver Partington        | 03/09/1998 (26 ans) |            | 2025           | Salford City Reds         |  | Entraîneur : · Steve McNamara · Joel Tomkins · Assistants : · Joel Tomkins · Ryan Sheridan · Légende · P. : Poste · Nat. : Nationalité · : Capitaine · AR : Arrière · AI : Ailier · CE : Centre · DO : Demi d'ouverture · DM : Demi de mêlée · PI : Pilier · TA : Talonneur · DL : Deuxième ligne · TL : Troisième ligne |
| 14      | TA      |         | Alrix Da Costa           | 02/10/1997 (27 ans) | France     | 2019           | Saint-Estève XIII catalan |  | Entraîneur : · Steve McNamara · Joel Tomkins · Assistants : · Joel Tomkins · Ryan Sheridan · Légende · P. : Poste · Nat. : Nationalité · : Capitaine · AR : Arrière · AI : Ailier · CE : Centre · DO : Demi d'ouverture · DM : Demi de mêlée · PI : Pilier · TA : Talonneur · DL : Deuxième ligne · TL : Troisième ligne |
| 15      | PI      |         | Chris Satae              | 22/10/1992 (32 ans) |            | 2024           | Hull F.C.                 |  | Entraîneur : · Steve McNamara · Joel Tomkins · Assistants : · Joel Tomkins · Ryan Sheridan · Légende · P. : Poste · Nat. : Nationalité · : Capitaine · AR : Arrière · AI : Ailier · CE : Centre · DO : Demi d'ouverture · DM : Demi de mêlée · PI : Pilier · TA : Talonneur · DL : Deuxième ligne · TL : Troisième ligne |
| 16      | PI      |         | Romain Navarrete         | 30/06/1994 (30 ans) | France     | 2023           | Toulouse Olympique XIII   |  | |
| 17      | DL      |         | Bayley Sironen           | 23/12/1996 (28 ans) |            | 2024           | New Zealand Warriors      |  | |
| 18      | DO      |         | César Rougé              | 03/10/2002 (22 ans) | France     | 2021           | Saint-Estève XIII catalan |  | |
| 19      | PI      |         | Paul Séguier             | 08/09/1997 (27 ans) | France     | 2018           | Saint-Estève XIII catalan |  | |
| 20      | PI      |         | Jordan Dezaria           | 06/11/1996 (28 ans) | France     | 2021           | Saint-Estève XIII catalan |  | |
| 21      | DM      |         | Théo Fages               | 23/08/1994 (30 ans) | France     | 2024           | Huddersfield Giants       |  | |
| 22      | AI      |         | Fouad Yaha               | 19/08/1996 (28 ans) | France     | 2019           | S.U. Agen (XV)            |  | |
| 23      | CE      |         | Matthieu Laguerre        | 03/02/1999 (26 ans) | France     | 2021           | Saint-Estève XIII catalan |  | |
| 24      | DL      |         | Franck Maria             | 31/07/1997 (27 ans) | France     | 2024           | Saint-Estève XIII catalan |  | |
| 25      | AI      |         | Tanguy Zénon             | 08/05/2002 (22 ans) | France     | 2022           | Saint-Estève XIII catalan |  | |
| 26      | AR      |         | Guillermo Aispuro-Bichet | 12/07/2005 (19 ans) | France     | 2024           | Saint-Estève XIII catalan |  | |
| 27      | TA      |         | Yacine Ben Abdeslem      | 19/11/2003 (21 ans) | France     | 2024           | Saint-Estève XIII catalan |  | |
| 28      | CE      |         | Clément Martin           | 14/01/2005 (20 ans) | France     | 2024           | Saint-Estève XIII catalan |  | |
| 29      | AI      |         | Léo Darrélatour          | 08/09/2000 (24 ans) |            | 2025           | Saint-Estève XIII catalan |  | |

## Résultats
| Légende | Légende  |
| ------- | -------- |
|         | Victoire |
|         | Nul      |
|         | Défaite  |

### Saison régulière 2025 de Super League
| Date       | Compétition  | Journée | Equipe              | D/E | Stade                | Résultat | Score        | Essais                                                       | Buts                                                 | Spect. |
| ---------- | ------------ | ------- | ------------------- | --- | -------------------- | -------- | ------------ | ------------------------------------------------------------ | ---------------------------------------------------- | ------ |
| 14/02/2025 | Super League | 1       | Hull F.C.           | D   | Stade Gilbert-Brutus | Défaite  | 4-24         | Mourgue                                                      |                                                      | 9 273  |
| 21/02/2025 | Super League | 2       | Warrington Wolves   | E   |                      | Défaite  | 12-18        | Laguerre                                                     | Mourgue (2)                                          | 11 157 |
| 28/02/2025 | Super League | 3       | Leigh Leopards      | E   |                      | Défaite  | 6-34         | Da Costa                                                     | Makinson                                             | 8 011  |
| 08/03/2025 | Super League | 4       | Leeds Rhinos        | D   | Stade Gilbert-Brutus | Victoire | 11-0         | Smith (2)                                                    | Mourgue, 1 drop de Keary                             | 8 125  |
| 22/03/2025 | Super League | 5       | Castleford Tigers   | E   |                      | Victoire | 26-4         | Da Costa, Pangai Junior, Tomkins, Yaha                       | Tomkins (5)                                          | 6 005  |
| 29/03/2025 | Super League | 6       | St Helens RLFC      | D   | Stade Gilbert-Brutus | Défaite  | 13-14        | Tomkins (2)                                                  | Tomkins (2), 1 drop de Keary                         | 9 386  |
| 13/04/2025 | Super League | 7       | Huddersfield Giants | E   |                      | Victoire | 38-18        | Bousquet, Darrélatour, Pangai Junior, Sims, Sironen, Séguier | Aispuro-Bichet (7)                                   | 3 638  |
| 19/04/2025 | Super League | 8       | Salford Red Devils  | D   | Stade Gilbert-Brutus | Victoire | 38-10        | Makinson (3), Bousquet, Laguerre, Satae, Sims                | Aispuro-Bichet (5)                                   | 8 768  |
| 26/04/2025 | Super League | 9       | Wakefield Trinity   | D   | Stade Gilbert-Brutus | Victoire | 24-20 (a.p.) | Cotric, Garcia, Satae, Smith                                 | Aispuro-Bichet (4)                                   | 8 183  |
| 03/05/2025 | Super League | 10      | Leigh Leopards      | N   | St James' Park       | Défaite  | 24-26        | Aispuro-Bichet, Keary, Laguerre, Smith                       | Aispuro-Bichet (4)                                   | 31 294 |
| 15/05/2025 | Super League | 11      | St Helens RLFC      | E   |                      | Défaite  | 0-40         |                                                              |                                                      |        |
| 24/05/2025 | Super League | 12      | Wigan Warriors      | D   | Stade Gilbert-Brutus | Défaite  | 0-48         |                                                              |                                                      |        |
| 31/05/2025 | Super League | 13      | Hull FC             | D   | Stade Gilbert-Brutus | Défaite  | 0-34         |                                                              |                                                      |        |
| 13/06/2025 | Super League | 14      | Hull KR             | E   |                      | Défaite  | 68-6         | Keary                                                        | Aispuro-Bichet                                       |        |
| 21/06/2025 | Super League | 15      | Leigh Leopards      | D   | Stade Gilbert-Brutus | Défaite  | 12-26        | Pangai Jr, Makinson                                          | Makinson (2)                                         |        |
| 28/06/2025 | Super League | 16      | Huddersfield Giants | D   | Stade Gilbert-Brutus | Victoire | 32-0         | Darrélatour, Keary, Tomkins, Martin, Da Costa                | Makinson (5), 1 pénalité de Makinson                 |        |
| 05/07/2025 | Super League | 17      | Wakefield Trinity   | E   |                      | Défaite  | 44-6         | Pangai Jr                                                    | Makinson                                             |        |
| 12/07/2025 | Super League | 18      | Warrington Wolves   | D   | Stade Gilbert-Brutus | Défaite  | 20-24        | Balmforth (2), Aispuro-Bichet                                | Aispuro-Bichet (3), et une pénalité d’Aispuro-Bichet |        |
| 19/07/2025 | Super League | 19      | Hull KR             | D   | Stade Gilbert-Brutus | Défaite  | 6-34         | Navarrete                                                    | Aispuro-Bichet                                       |        |
| 25/07/2025 | Super League | 20      | Wigan Warriors      | E   |                      | Défaite  | 28-18        | Rougé, Makinson, Da Costa                                    | Aispuro-Bichet (3)                                   |        |
| 09/08/2025 | Super League | 21      | Huddersfield Giants | E   |                      | Défaite  | 18-6         | Sironen                                                      | Aispuro-Bichet                                       |        |
| 14/08/2025 | Super League | 22      | Warrington Wolves   | E   |                      | Défaite  | 30-22        | Makinson (3)                                                 | Aispuro-Bichet (3)                                   |        |
| 23/08/2025 | Super League | 23      | Castleford Tigers   | D   | Stade Gilbert-Brutus |          |              |                                                              |                                                      |        |
| 30/05/2025 | Super League | 24      | Wigan Warriors      | D   | Stade Gilbert-Brutus |          |              |                                                              |                                                      |        |
| 04/09/2025 | Super League | 25      | Salford City Reds   | E   |                      |          |              |                                                              |                                                      |        |
| 11/09/2025 | Super League | 26      | Leeds Rhinos        | E   |                      |          |              |                                                              |                                                      |        |
| 18/09/2025 | Super League | 27      | Hull FC             | E   |                      |          |              |                                                              |                                                      |        |

### Challenge Cup 2025
| Date       | Compétition   | Journée            | Equipe              | D/E | Stade                  | Résultat | Score | Essais                                                      | Buts               | Spect. |
| ---------- | ------------- | ------------------ | ------------------- | --- | ---------------------- | -------- | ----- | ----------------------------------------------------------- | ------------------ | ------ |
| 08/02/2025 | Challenge Cup | Seizième de finale | Halifax             | E   | The Shay               | Victoire | 0-14  | Rougé, Yaha                                                 | Mourgue (3)        | 806    |
| 15/03/2025 | Challenge Cup | Huitième de finale | Featherstone Rovers | D   | Stade Gilbert-Brutus   | Victoire | 46-18 | Cotric (2), Tomkins (2), Keary, Satae, Smith, Séguier, Yaha | Tomkins (5)        | 4 000  |
| 04/04/2025 | Challenge Cup | Quart de finale    | Salford Red Devils  | D   | Stade Gilbert-Brutus   | Victoire | 20-12 | Cotric, Fages, Romano, Whitehead                            | Aispuro-Bichet (2) | 4 000  |
| 10/05/2025 | Challenge Cup | Demi-finale        | Hull KR             | E   | York Community Stadium | Défaite  | 12-36 | Keary, Smith                                                | Aispuro-Bichet (2) | 8 402  |

## Statistiques
Le tableau suivant résume les statistiques des joueurs des Dragons Catalans en Super League et Challenge Cup pour la saison 2025.

## Classement et phase finale de la Super League

### Classement final
| Rang | Franchise           | J  | V  | N | D  | Pm  | Pe  | Diff | Pts |
| ---- | ------------------- | -- | -- | - | -- | --- | --- | ---- | --- |
| 1    | Hull KR             | 21 | 18 | 0 | 3  | 700 | 198 | +502 | 36  |
| 2    | Wigan Warriors      | 21 | 16 | 0 | 5  | 602 | 301 | +301 | 32  |
| 3    | Leigh Leopards      | 21 | 14 | 1 | 6  | 431 | 384 | +47  | 29  |
| 5    | St Helens RLFC      | 21 | 14 | 0 | 7  | 561 | 218 | +343 | 28  |
| 4    | Leeds Rhinos        | 21 | 14 | 0 | 7  | 444 | 260 | +184 | 28  |
| 7    | Hull FC             | 21 | 11 | 1 | 9  | 451 | 353 | +98  | 22  |
| 6    | Wakefield Trinity   | 21 | 11 | 0 | 10 | 488 | 358 | +130 | 22  |
| 8    | Warrington Wolves   | 22 | 10 | 0 | 12 | 424 | 497 | -73  | 20  |
| 9    | Dragons catalans    | 22 | 6  | 0 | 16 | 324 | 562 | -238 | 12  |
| 10   | Castleford Tigers   | 21 | 5  | 0 | 16 | 324 | 557 | -233 | 10  |
| 11   | Huddersfield Giants | 21 | 5  | 0 | 16 | 280 | 564 | -284 | 10  |
| 12   | Salford Red Devils  | 21 | 2  | 0 | 19 | 163 | 940 | -777 | 4   |

|  | Champion de la saison régulière et qualifié pour les demi-finales. |
|  | Qualifié pour les demi-finales                                     |
|  | Qualifié pour la phase finale                                      |

Attribution des points : deux points sont attribués pour une victoire, un point pour un match nul, aucun point en cas de défaite.

## Couverture médiatique
Sky Sports retransmet les matchs disputés à l'extérieur sur le sol britannique. Pour la Challenge Cup, les diffusions sont assurées par la BBC. En France, les Dragons bénéficient de retransmissions de toutes leurs rencontres de Super League sur la La chaîne L'Équipe.
Dans la presse, les résultats et rapports des matchs sont diffusés dans des quotidiens tels que L'Équipe (épisodiquement) ou L'Indépendant (systématiquement) en France. Le quotidien Midi Libre, édition Perpignan uniquement, s'intéressant parfois à la vie du club. Midi Olympique suit également les catalans dans la demi-page « Treize Actualité », qu'il consacre au rugby à XIII dans son édition « rouge », mais pas de manière continue. Cependant la victoire des Dragons catalans contre Wigan à Barcelone est relatée par la presse nationale (journal l’Équipe) et exceptionnellement par Midi Libre dans son édition « Sports  » régionale.
Au Royaume-Uni, l'hebdomadaire Rugby Leaguer & League Express suit de manière régulière et détaillée les Dragons, non seulement en tant qu'équipe de la Superleague, mais aussi en tant que club français. La revue a en effet des journalistes ou des éditorialistes spécialisés en rugby à XIII Français (Steve Brady et Pierre Carcau). Cependant, les articles ne sont rédigés qu'en anglais, puisqu'ils sont destinés à un lectorat britannique. À la marge d'autres magazines britanniques comme « Forty-20 » devraient également relater les matchs du club ainsi que le magazine australien Rugby League Review. 